# Cantherhines nukuhiva
Cantherhines nukuhiva is een straalvinnige vissensoort uit de familie van de vijlvissen (Monacanthidae). De wetenschappelijke naam van de soort is voor het eerst geldig gepubliceerd in 2011 door Randall.